# Ieri, oggi
Ieri, Oggi – album francuskiej piosenkarki Amandy Lear, wydany w 1982 roku.

## Ogólne informacje
Tytuł albumu w języku włoskim oznacza Wczoraj i dziś. Była to pierwsza składanka z największymi przebojami Amandy Lear. Zawierała 9 najpopularniejszych singlowych piosenek, dwa nowe utwory oraz nagranie "Your Yellow Pyjama" z włoskiego filmu La ragazza dal pigiama giallo z 1978 roku, która nie znalazła się na żadnym wcześniejszym albumie Lear.
Płytę promował godzinny program Ma chi è Amanda? przygotowany dla włoskiej telewizji oraz singel "Incredibilmente donna", który stał się sporym przebojem we Włoszech.
Album nie został wydany na krążku CD i nie jest jeszcze znana data jego wydania na płycie kompaktowej.

## Lista ścieżek
Strona A:
1. „Incredibilmente donna”
2. „Ho fatto l'amore con me”
3. „Buon viaggio”
4. „Your Yellow Pyjama”
5. „Fabulous (Lover, Love Me)”
6. „Fashion Pack”

Strona B:
1. „Blood and Honey”
2. „Tomorrow”
3. „Queen of Chinatown”
4. „Blue Tango”
5. „Enigma (Give a Bit of Mmh to Me)”
6. „Follow Me”

## Single z płyty
- 1983: "Incredibilmente donna”